# Kostel svaté Kateřiny (Počátky)
Kostel svaté Kateřiny stojí v Lázních svaté Kateřiny, části Počátek. Okolo prochází trasy dvou naučných stezek – NS Otokara Březiny a NS K pramenům Počátek. Nedaleko kostela stojí kaple sv. Kateřiny. Od roku 1963 je kostel chráněn jako kulturní památka.

## Historie
Kdy byl kostel postaven, není známo. Poprvé je zmiňován roku 1553 a jeho vznik podle všeho souvisí se vznikem lázní a výskytem léčivých pramenů u Počátek. Na jeho výstavbu zřejmě finančně přispívali poutníci. Po třicetileté válce spadal pod kostel sv. Jana Křtitele v Počátkách. V roce 1730 prošel barokní přestavbou, která byla připisována Kiliánu Ignáci Dientzenhoferovi. Autorem však ve skutečnosti je zřejmě Václav Špaček. V letech 1835–1837, 1863–1864 a 1874 prošel řadou rekonstrukcí. V roce 1887 prošla opravou střecha, při které došlo k nálezu destičky z roku 1587. Další opravy, spojené se stavebně-historickým průzkumem, proběhly v letech 1996 a 2001. Kostel obklopoval hřbitov, z něhož se dochovala dvojice hrobů.

### Program záchrany architektonického dědictví
V rámci Programu záchrany architektonického dědictví bylo v letech 1995-2014 na opravu památky čerpáno 4 930 000 Kč.
| rok    | 1999 | 2000 | 2001 | 2002 | 2003 | 2004 | 2005 | 2006 | 2007 |
| ------ | ---- | ---- | ---- | ---- | ---- | ---- | ---- | ---- | ---- |
| částka | 380  | 300  | 580  | 362  | 500  | 700  | 700  | 900  | 508  |